# De pili-pili pillen
De pili-pili pillen is het 21ste stripverhaal van De Kiekeboes. De reeks wordt getekend door striptekenaar Merho.

## Verhaal
Van Moemoe krijgt Konstantinopel een scheikundedoos, waarmee hij allerlei experimentjes kan uitvoeren. Bij toeval ontdekt hij een pil tegen dronkenschap, de pili-pili-pil. Twee concurrerende farmaceutische bedrijven zitten achter de uitvinding aan. En ook Balthazar en Fanny met haar nieuwe vriendje, een student geneeskunde, raken in de affaire verwikkeld. De ontknoping vindt uiteindelijk plaats in een naturistenkamp.